# Consejo de Asociaciones de Fútbol para el Este y Centro de África
El Consejo de Asociaciones de Fútbol para el Este y Centro de África (CECAFA) es una asociación de fútbol que engloba a los países de África oriental y África central dentro de la Confederación Africana de Fútbol.

## Miembros
| País          | Año de entrada |
| ------------- | -------------- |
| Burundi       | 1998           |
| Yibuti        | 1994           |
| Eritrea       | 1994           |
| Etiopía       | 1983           |
| Kenia         | 19731          |
| Ruanda        | 1995           |
| Somalia       | 19731          |
| Sudán del Sur | 2012           |
| Sudán         | 1975           |
| Tanzania      | 19731          |
| Uganda        | 19731          |
| Zanzíbar      | 19731          |

1 Miembro fundador

## Clasificación Mundial de la FIFA
La más reciente Clasificación mundial de la FIFA del 21 de octubre de 2021 muestra a los equipos de la CECAFA:

| Puesto Ranking FIFA | País          | Puntos | Cambio |
| ------------------- | ------------- | ------ | ------ |
| 82.º                | Uganda        | 1189   | 4      |
| 104.º               | Kenia         | 1189   | 2      |
| 123.º               | Sudán         | 1139   | 4      |
| 130.º               | Tanzania      | 1123   | 2      |
| 133.º               | Ruanda        | 1111   | 5      |
| 137.º               | Etiopía       | 1079   | 3      |
| 141.º               | Burundi       | 1070   | 0      |
| 167.º               | Sudán del Sur | 980    | 2      |
| 188.º               | Yibuti        | 905    | 3      |
| 195.º               | Somalia       | 873    | 0      |
| 203.º               | Eritrea       | 855    | 1      |

## Competiciones
- Copa CECAFA - torneo de naciones disputado entre los miembros de la CECAFA
- Copa CECAFA femenina - torneo de naciones disputado entre los seleccionados femeninos de la CECAFA
- Copa de Clubes de la CECAFA - torneo de clubes selectos de las naciones miembro de la CECAFA
- Copa CECAFA Sub-20 - disputada entre los equipos sub-20 de países de la CECAFA
- Copa CECAFA Sub-17 - disputada entre los equipos sub-17 de países de la CECAFA
- Copa Gossage - antecesora de la Copa CECAFA
- Copa CECAFA Nile Basin - participan equipos provenientes de África Central y África Oriental
- Copa CECAFA de Fútbol Playa